# Košarkaški klub FMP Beograd
Il Košarkaški klub FMP Belgrado è una società cestistica avente sede nella città di Belgrado, in Serbia.
Fondata nel 1970 a Novi Sad, nel 2009 si trasferì a Belgrado, dove cambiò il nome dapprima in Radnički Basket, e poi in Radnički FMP. Nel 2013 ha assunto la denominazione attuale. Disputa il campionato serbo.
Gioca le partite interne nella Železnik Hall, che ha una capacità di 3.000 spettatori.

## Roster 2021-2022
Aggiornato al 25 agosto 2021.
|    | Naz.                                      | Ruolo | Sportivo          | Anno | Alt. | Peso |  |
| -- | ----------------------------------------- | ----- | ----------------- | ---- | ---- | ---- |  |
| 5  | Nigeria (bandiera)                        | C     | Ebuka Izundu      | 1996 | 208  | 105  |  |
| 11 | Montenegro (bandiera) · Serbia (bandiera) | AP    | Ranko Simović     | 1999 | 203  | 90   |  |
| 22 | Serbia (bandiera)                         | P     | Marko Radonjić    | 1993 | 191  | 90   |  |
| 23 | Serbia (bandiera)                         | AG    | Nemanja Popović   | 2001 | 206  | 99   |  |
| 33 | Serbia (bandiera)                         | P     | Lazar Vasić       | 2001 | 191  | 82   |  |
|    | Stati Uniti (bandiera)                    | P     | Bryce Jones       | 1994 | 183  | 79   |  |
|    | Serbia (bandiera)                         | AG    | Nenad Nerandžić   | 1996 | 203  |      |  |
|    | Stati Uniti (bandiera)                    | PG    | Garrett Nevels    | 1992 | 188  | 86   |  |
|    | Serbia (bandiera)                         | C     | Dimitrije Nikolić | 1997 | 211  |      |  |
|    | Serbia (bandiera)                         | AP    | Nikola Saranović  | 2003 | 200  |      |  |
|    | Serbia (bandiera)                         | AG    | Danilo Tasić      | 1993 | 207  | 107  |  |

### Staff tecnico
| Allenatore: | Nenad Stefanović                             |
| Assistente: | Bojan Đerić, Miodrag Dinić, Aleksandar Zarić |